# Jellico (Tennessee)
Jellico ist eine Kleinstadt (mit dem Status „City“) im Campbell County im US-amerikanischen Bundesstaat Tennessee. Das U.S. Census Bureau hat bei der Volkszählung 2020 eine Einwohnerzahl von 2.154 ermittelt.
Jellico ist Bestandteil der Knoxville Metropolitan Statistical Area, der Metropolregion um die Stadt Knoxville.

## Geografie
Die Stadt Jellico liegt inmitten der Cumberland Mountains im Elk Greek Tal direkt an der Grenze zu Kentucky. Der Name Jellico stammt von Angelica (dt. Wald-Engelwurz), einer Pflanze, die in reicher Zahl in den umliegenden Bergen wächst. So heißt auch der kleine Gebirgsbach der in den Cumberland River in der Nähe von Williamsburg, Kentucky fließt.
Die geografischen Koordinaten von Jellico sind 36°35′16″ nördlicher Breite und 84°07′37″ westlicher Länge. Das Stadtgebiet erstreckt sich über eine Fläche von 11,5 km².
Benachbarte Ortschaften von Jellico sind Williamsburg in Kentucky (20,7 km nördlich), Clairfield (27,3 km östlich) und Pioneer (29 km südwestlich).
Das Stadtzentrum von Knoxville liegt 93 km südsüdöstlich. Die nächstgelegenen weiteren Großstädte sind Charlotte in North Carolina (458 km ostsüdöstlich), Georgias Hauptstadt Atlanta (399 km südlich), Chattanooga (235 km südwestlich), Tennessees Hauptstadt Nashville (313 km westlich), Louisville in Kentucky (293 nordnordwestlich) und Lexington in Kentucky (188 km nördlich).

## Verkehr
Der Interstate Highway 75 verläuft in Nord-Süd-Richtung durch das Stadtgebiet von Jellico. Der U.S. Highway 25 W und die Tennessee State Routes 9 und 297 treffen im Zentrum von Jellico zusammen. Alle weiteren Straßen sind untergeordnete Landstraßen, teils unbefestigte Fahrwege sowie innerörtliche Verbindungsstraßen.
Durch das Stadtgebiet von Jellico führt in Nord-Süd-Richtung eine Eisenbahnlinie für den Frachtverkehr der Norfolk Southern Railway (NS) zusammen.
Mit dem Campbell County Airport befindet sich 45 km südlich von Jellico ein kleiner Flugplatz für die Allgemeine Luftfahrt. Der nächste Verkehrsflughafen ist der 114 km südsüdöstlich gelegene McGhee Tyson Airport in Alcoa, südlich von Knoxville.

## Geschichte
Zunächst wurde Jellico 1878 als Smithburg gegründet. Nach 1880 wurde in den Bergen um Jellico eine hochwertige Steinkohle entdeckt. Mit dem Anschluss an das Eisenbahnnetz im Jahre 1883 entstanden zahlreiche Zechen in der Umgebung und die Umbenennung der Stadt. Ende des 19. Jahrhunderts bis zum Beginn des 20. Jahrhunderts gehörten die Zechen von Jellico zu den produktivsten in den USA.

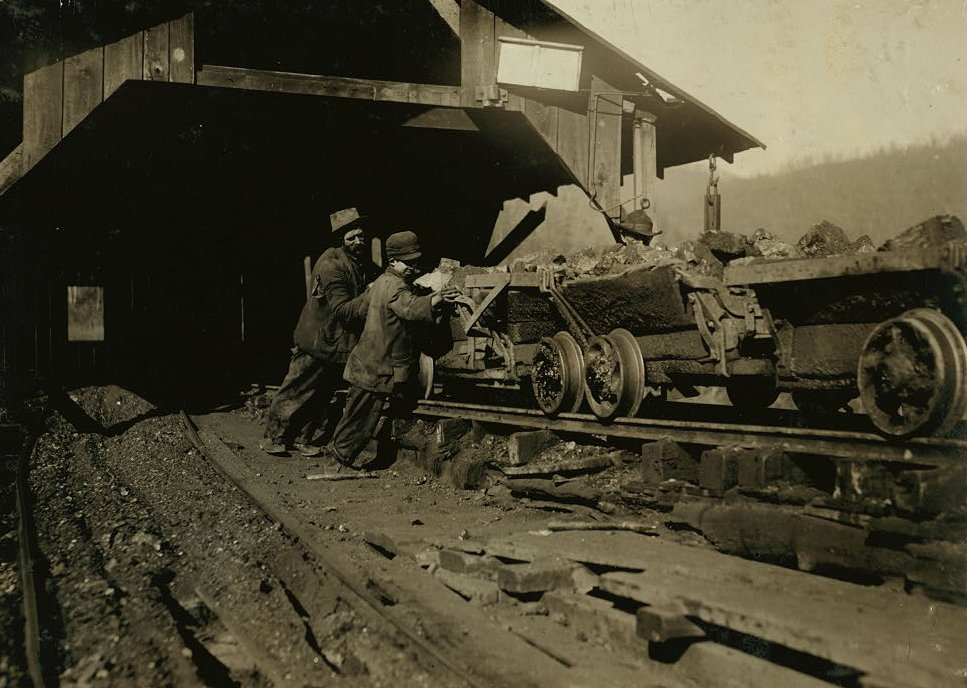
Steinkohlebergbau in Jellico

1906 explodierte ein Eisenbahnzug, der einen mit Dynamit geladenen Waggon mitführte und zerstörte Teile der Stadt. Die Stadt erholte sich rasch von diesem Unglücksvorfall und die meisten alten Gebäude der Stadt im Jellico Commercial Historic District stammen aus dieser Zeit.

## Bevölkerung
Nach der Volkszählung im Jahr 2010 lebten in Jellico 2355 Menschen in 1027 Haushalten. Die Bevölkerungsdichte betrug 204,8 Einwohner pro Quadratkilometer. In den 1027 Haushalten lebten statistisch je 2,2 Personen.
Ethnisch betrachtet setzte sich die Bevölkerung zusammen aus 95,2 Prozent Weißen, 1,8 Prozent Afroamerikanern, 0,4 Prozent amerikanischen Ureinwohnern, 1,1 Prozent Asiaten sowie 0,2 Prozent aus anderen ethnischen Gruppen; 1,3 Prozent stammten von zwei oder mehr Ethnien ab. Unabhängig von der ethnischen Zugehörigkeit waren 0,8 Prozent der Bevölkerung spanischer oder lateinamerikanischer Abstammung.
20,7 Prozent der Bevölkerung waren unter 18 Jahre alt, 59,2 Prozent waren zwischen 18 und 64 und 20,1 Prozent waren 65 Jahre oder älter. 52,4 Prozent der Bevölkerung waren weiblich.
Das mittlere jährliche Einkommen eines Haushalts lag bei 23.653 USD. Das Pro-Kopf-Einkommen betrug 14.627 USD. 31,0 Prozent der Einwohner lebten unterhalb der Armutsgrenze.

## Bekannte Bewohner
- John Jennings (1880–1956) – republikanischer Abgeordneter des US-Repräsentantenhauses (1939–1951) – begann seine Karriere als Anwalt in Jellico